# Alasdair MacMhaoirn
Alasdair MacMhaoirn (m) (* 26. August 1958 in Ontario, Kanada) ist ein national tätiger, schottischer Meister der Kampfkunst und Träger des 5. Dan des Shorinji ryu (Karate, Kobudo, Tai Chi). Er ist Technischer Direktor des Butokukai Scotland und Schüler von Großmeister Jean Chalamon, Hanshi, 10. Dan. Shorinji ryu (Karate, Kobudo, Tai Chi).

## Beruf
Lehrer für Gälisch und Geschichte an der Sabhal Mòr Ostaig in Skye (Scottish Gaelic medium college).

## Kampfkunst
- 1972: Beginnt er in das Karate-Training in der Quoi Wong Karate School.
- 1977: Mitglied des Butokukai International in Kanada.
- 1982: Beginnt die Lehre des Tai Chi, Yang-Stil.
- 1986: 1. Dan Shorinji ryu Karate Do, Butokukai International.
- 1987: MacMhaoirn beginnt in Guelph, Kanada, bei Sherman Lai mit dem Unterricht in Ninjutsu, Kenjutsu, Traditionelle Chinesische Medizin und Chi Kung.
- 1992: 1. Meistergrad in Ninjutsu | Er zieht nach Schottland.
- 1994: Mitglied der Scottish Shotokan Academy bis 2004.
- 2004: Gründet in Isle of Skye den Club-Karate am Ostaig Sabhal Mòr Ostaig.
- 2006: 2. Dan, Scottish Kempo Academy | Mitglied der Northern Budo Alliance.
- 2011: 3. Dan Shorinji ryu Karate Do, Kokusai Butokukai | Der Butokukai Scotland wird gegründet.
- 2020: 5. Dan Shorinji ryu Karate Do, Renshi, Kokusai Butokukai